# スパイカー・F8-VII

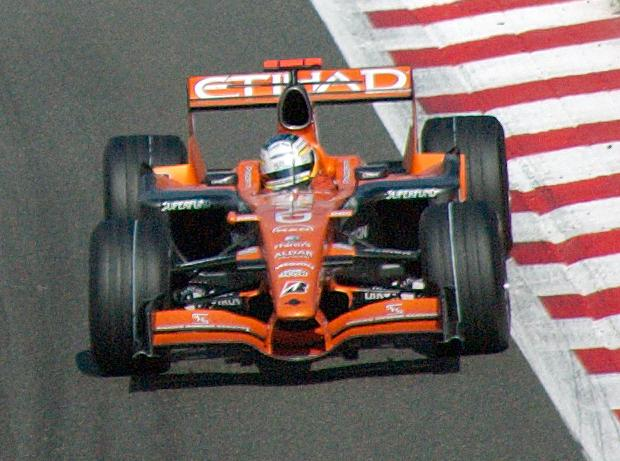
2007年ベルギーグランプリにて、エイドリアン・スーティルがドライブするF8-VII

スパイカー F8-VIIは、スパイカーF1が2007年のF1世界選手権に投入したフォーミュラカー。

## 開発
前年にミッドランドが使用していたM16に、トヨタエンジンから変更したフェラーリエンジンに対応するためにリアカバーのフィッティングと空力のパーツのアップデートを加えた。ノーズがかなりスリムになり、サイドポンツーンも現代のトレンドにそって丸みを帯びた形状となっている。

## スペック
- 全高 950 mm
- 前トレッド 1,480 mm
- 後トレッド 1,418 mm
- ホイール BBS製
- 重量 605kg
- エンジン フェラーリ 056
- 気筒数・角度　V型8気筒・90度
- 排気量　2,398cc

## 記録
シーズン当初から10番手以下が続いたが、第13戦イタリアGPからBスペックを投入（前戦のトルコGPで投入予定だったが、リアエンドのクラッシュテストが一度不合格となりイタリアGPへと遅れた）。そして第15戦日本GPでエイドリアン・スーティルは9位でフィニッシュしたが、8位で終えたヴィタントニオ・リウッツィが黄旗の振られている区間で追い越しを行ったとしてペナルティが課せられ、スーティルは8位に繰り上がり、チーム初のポイントをもたらした。 
| 年   | No. | ドライバー                 | 1   | 2   | 3   | 4   | 5   | 6   | 7   | 8   | 9   | 10  | 11  | 12  | 13  | 14  | 15  | 16  | 17  | ポイント | ランキング |
| 年   | No. | ドライバー                 | AUS | MAL | BHR | ESP | MON | CAN | USA | FRA | GBR | EUR | HUN | TUR | ITA | BEL | JPN | CHN | BRA | ポイント | ランキング |
| ---- | --- | -------------------------- | --- | --- | --- | --- | --- | --- | --- | --- | --- | --- | --- | --- | --- | --- | --- | --- | --- | -------- | ---------- |
| 2007 | 20  | エイドリアン・スーティル   | 17  | Ret | 15  | 13  | Ret | Ret | 14  | 17  | Ret | Ret | 17  | 21  | 19  | 14  | 8   | Ret | Ret | 1        | 10位       |
| 2007 | 21  | クリスチャン・アルバース   | Ret | Ret | 14  | 14  | 19  | Ret | 15  | Ret | 15  |     |     |     |     |     |     |     |     | 1        | 10位       |
| 2007 | 21  | マルクス・ヴィンケルホック |     |     |     |     |     |     |     |     |     | Ret |     |     |     |     |     |     |     | 1        | 10位       |
| 2007 | 21  | 山本左近                   |     |     |     |     |     |     |     |     |     |     | Ret | 20  | 20  | 17  | 12  | 17  | Ret | 1        | 10位       |

- ドライバーズランキング
  - エイドリアン・スーティル 19位
  - クリスチャン・アルバース 25位
  - マルクス・ヴィンケルホック 順位なし
  - 山本左近 24位

## フォース・インディア
2008年シーズンも2008年のレギュレーションに合わせた改良を施して、フォース・インディアがVJM01として使用している。